# Christa Luft
Christa Luft (nascida Hecht; Krakow am See, 22 de fevereiro de 1938) é uma economista e política alemã do SED/PDS. Luft ingressou no SED em 1958. De 18 de novembro de 1989 a 18 de março de 1990 foi ministra da Economia no governo Modrow. De 1994 a 2002 foi membro do Bundestag pelo PDS.
De 1963 a 1971, Luft foi registrada como informante da Stasi sob o codinome IM Gisela.

## Biografia

### Primeiros anos e ascensão
Christa Hecht nasceu em uma família da classe trabalhadora em Krakow am See, uma pequena cidade mercantil na zona rural plana ao sul de Rostock, no centro-norte da Alemanha. Seu pai trabalhava como maquinista. na empresa de construção naval VEB Mathias-Thesen-Werft Wismar em Wismar. Sua mãe era responsável pela cozinha de uma escola. Seu pai estava ausente por anos durante a guerra, mas depois de 1944 ele voltou para casa em segurança, e enquanto ela ainda era pequena, a família mudou-se para Wismar em conexão com o trabalho de seu pai. Ela frequentou a escola secundária em Bobitz entre 1945 e 1952, e depois a escola superior em Grevesmühlen, ainda na área de Rostock. Como a maioria de seus contemporâneos, ela se juntou à Juventude Alemã Livre ("Freie Deutsche Jugend)" / FDJ) em 1952, permanecendo membro até 1964.
Pouco antes de terminar o penúltimo ano do ensino secundário, foi uma dos quatro alunos – dois meninos e duas meninas – escolhidos pelo diretor da escola para completar os seus estudos na prestigiada Faculdade de Operários e Camponeses da Universidade de Halle, na parte central do que se tornou, em outubro de 1949, a República Democrática Alemã (Alemanha Oriental, que anteriormente se chamava Zona de Ocupação Soviética). A sua escolha abria a possibilidade de viajar para o estrangeiro no futuro – o que no contexto da época e do lugar significava a União Soviética ou os outros estados socialistas fraternos membros do recém-lançado Pacto de Varsóvia. Foi para facilitar a possibilidade de intercâmbio internacional que, em Halle, grande parte do ensino ocorreu não em alemão, mas em russo. Ela também foi obrigada a comparecer a uma entrevista antes que os arranjos pudessem ser finalizados, sendo que, de uma perspectiva ocidental, parece ter sido destinado a verificar sua "confiabilidade política". Ela pôde confirmar que não tinha parentes próximos além da "fronteira interna alemã", cada vez mais impenetrável na "outra Alemanha", e soube guardar sua indignação para si mesma quando era quase sempre era questionada como se sentia em relação à igreja. Inicialmente, ela achava que o assunto não era da conta de seus entrevistadores, mas a resposta que deu, como se recordaria muitos anos depois, limitou-se à observação de que gostava de ouvir concertos de órgão. Antes de concordar com a mudança, ela obteve o conselho de seus pais sobre isso, e durante seu tempo em Halle, ela costumava voltar para casa de trem para o norte do país regularmente. Mais tarde, ela diria a um entrevistador que, desde cedo, nutriu ambições de trabalhar na área da medicina veterinária, mas durante seu tempo na Halle ficou claro que isso não era uma opção: sua ambição e entusiasmo mudaram para a economia, embora sempre com um foco especial no comércio internacional. A aprovação no Abitur (exames finais da escola) como estudante na Faculdade de Trabalhadores e Camponeses em 1956, abriu o caminho para a educação de nível universitário, e ela se matriculou como estudante na Faculdade de Comércio Exterior ("Hochschule für Außenhandel") em Berlim-Slaken, passando depois para o Faculdade de Economia de Berlim ("Hochschule für Ökonomie Berlin" / HfÖ) em Berlim-Karlshorst, onde seus professores incluíam Helmut Koziolek, e de onde ela cseus estudos em 1960 com uma licenciatura em Economia.

### Vida acadêmica na Faculdade de Economia de Berlim

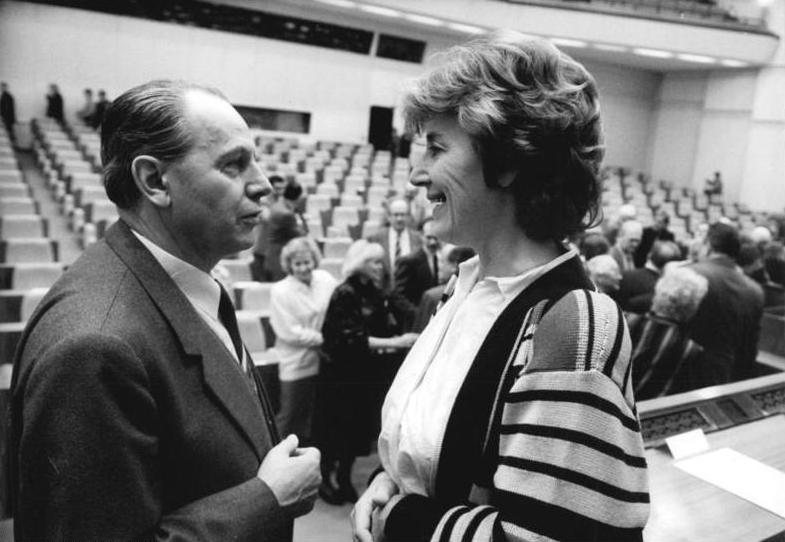
Christa Luft com Witho Holland em 1989

Após sua formatura, ela permaneceu no HfÖ como assistente de pesquisa, trabalhando para seu doutorado, que recebeu em 1964. Sua tese de doutorado dizia respeito a "As principais influências da divisão socialista internacional do trabalho e do comércio exterior no impacto benéfico para o trabalho social (investigado usando um exemplo da Alemanha Oriental)" ("Die wesentlichen Einflüsse der sozialistischen internationalen Arbeitsteilung und des Außenhandels auf den Nutzeffekt gesellschaftlicher Arbeit [untersucht am Beispiel der Empfängerröhrenindustrie der DDR]" ). Seus supervisores foram Gertrud Gräbig e Manfred Funke. Entre 1964 e 1968 permaneceu no HfÖ como funcionária acadêmica, sendo co-responsável pela criação de uma nova disciplina acadêmica, a do "comércio exterior socialista" ("Leitung des sozialistischen Außenhandels"), sob a direção de Erich Freund, o fundador diretor em 1954 da "Academia de Comércio Exterior" ("Hochschule für Außenhandel") e co-presidente (do lado da Alemanha Oriental) do Comitê para o comércio inter-alemão. Ela viajou para o oeste com este grupo de trabalho em 1966 para uma visita de estudo ao conglomerado de indústria pesada Krupp em Essen: eles também visitaram Bremen para uma reunião com Carl Katz, o co-presidente (do lado da Alemanha Ocidental) do Comitê para o comércio inter-alemão. Em 1968, Luft recebeu sua habilitação, uma qualificação acadêmica superior que abriria o caminho para uma carreira acadêmica em tempo integral, embora sua própria trajetória de carreira incluísse um canal político paralelo. Sua dissertação longamente intitulada novamente abordou a interface entre o socialismo político e o comércio exterior ("Zur bewussten Ausnutzung der dialektischen Einheit ökonomischer und psychologischer Marktfaktoren beim Export der DDR nach dem sozialistischen Wirtschaftsgebiet sowie nach kapitalistischen Industrie- und Entwicklungsländern – Das Wesen der Verkaufspsychologie im sozialistischen"). Sua habilitação foi supervisionada por Gertrud Gräbig e Horst Tiedtke. Permanecendo no HfÖ, em 1968, Luft recebeu um contrato de ensino em tempo integral na disciplina acadêmica recém-desenvolvida, "comércio exterior socialista" ("Leitung des sozialistischen Außenhandels").

Entre 1967 e 1970 trabalhou como reitora adjunta ("Prodekanin") para ensino a distância na faculdade de Comércio Exterior. Em 1971, ela aceitou uma cátedra em Economia Socialista Estrangeira ("für sozialistische Außenwirtschaft") na HfÖ. Entre 1973 e 1977 atuou como diretora da seção de Economia Externa Socialista. Ela também era uma visitante regular da "Academia de Comércio Exterior e Turismo" ("Hochschule für Außenhandel und Touristik") em Maribor, uma cidade na parte norte do que era então conhecido como Iugoslávia. Foi professora convidada na academia de Maribor, instituição parceira do HfÖ. Entre 1978 e 1981 foi vice-diretora do "Instituto Internacional para os Problemas Econômicos do Sistema Mundial Socialista" ("Internationalen Instituts für ökonomische Probleme des sozialistischen Weltsystems") ligado ao Conselho de Assistência Econômica Mútua, controlado por Moscou ("Совет экономической взаимопомощи" / Comecon). Ela foi capaz de construir seus contatos com camaradas acadêmicos de outros países socialistas, representando o instituto em encontros internacionais e em conferências organizadas pelas Nações Unidas em Genebra e Nova Iorque. Depois de retornar à República Democrática Alemã, entre 1982 e 1987, ela novamente atuou como reitora na seção de Economia Externa do HfÖ. Com a União Soviética investindo pesadamente na modernização de seus próprios setores de engenharia e indústria pesada, a relação econômica tradicionalmente complementar entre a União Soviética e a Alemanha Oriental estava se tornando mais abertamente competitiva, e as pressões econômicas estavam forçando o governo da Alemanha Oriental a tentar diversificar suas relações comerciais. Como representante da maior instituição de ensino e pesquisa em Economia da República Democrática Alemã, Luft participou durante esse período de uma sucessão de congressos internacionais nos quais fez apresentações: os locais incluíram Atenas, Madrid e Nova Deli. A partir de 1985, Christa Luft esteve envolvida na organização de visitas regulares de estudo de um e dois períodos para estudantes de Economia Estrangeira de HfÖ na Universidade de Economia e Negócios de Viena ("Wirtschaftsuniversität Wien"). Ela também iniciou um programa de colaboração com especialistas do Leste Europeu na Sorbonne (universidade) em Paris. A partir disso, surgiu uma série de colóquios bilaterais em Paris, Lyon e Berlim. Em 1987, Christa Luft foi nomeada membro correspondente da Academia de Ciências da Alemanha (Leste).

Mais de vinte anos depois, Christa Luft disse a um entrevistador que, em outubro de 1988, estava claro que havia "apenas algumas cabeças-de-boi, quem não queria ver o que estava acontecendo e como a agitação estava aumentando entre a população em geral, não apenas por causa da escassez, mas porque as pessoas estavam espiritualmente no fim de seus limites. [quando ela voltou de uma visita à União Soviética no início daquele ano, estava convencida de que alguém tinha uma responsabilidade particular de fazer alguma coisa] se você assumisse a responsabilidade pelo espiritual despertar de uma nova geração de estudantes.  Seu discurso de escolha veio quando foi nomeada reitora no HfÖ foi dirigido à nova coorte de estudantes: no contexto da Alemanha Oriental, era intrigantemente presciente e estranhamente não codificada:

- "Gostaria de ver o enorme potencial que temos aqui entre o corpo docente e entre os alunos, bem utilizado. Quando olharemos para trás [nestes tempos], não devemos simplesmente celebrar com que sabedoria a liderança do partido implementou suas decisões, mas que éramos nós mesmos em destaque ao trabalhar em colaboração na solução dos problemas [do país]."
- "Ich möchte, dass dieses große Potenzial, das wir im Lehrkörper und unter den Studenten haben, richtig genutzt wird, dass wir nicht im Nachhinein immer bejubeln müssen, wie weise die Parteiführung wieder Beschlüsse gefasst hat, sondern ich möchte, dass wir im Vorfeld an der Lösung der Probleme mitarbeiten können."

Christa Luft, outubro de 1988, citação de Rainer Burchhardt em 2011

Em 1988, o HfÖ em Berlim-Karlshorst foi alterado paraHochschule für Ökonomie Bruno Leuschner. Em 28 de outubro daquele ano, Christa Luft foi nomeada reitora da instituição que já havia sido o foco de sua vida profissional e acadêmica por três décadas. O ritmo acelerado das mudanças sociais e políticas ao longo do próximo ano significaria que ela permaneceria no cargo por pouco mais de um ano.

### Política nacional
Em 1989, Christa Luft entrou na política em um momento de transição nacional. Entre 18 de novembro de 1989 e 18 de março de 1990, ela serviu como primeira das três vice-presidente do Conselho Ministerial da Alemanha Oriental e como Ministra da Economia no governo Modrow. Durante este tempo, ela participou ao lado de Hans Modrow, em janeiro de 1990, na reunião final do Conselho para Assistência Econômica Mútua. A reunião foi realizada em Sófia, capital da Bulgária, e tomou a importante decisão de migrar os estados membros para um sistema de comércio baseado em moedas livremente conversíveis e, assim, acabar implicitamente com o sistema de taxas de câmbio fixas no bloco oriental. Menos de um mês depois, ela estava em Bona participando da primeira e última reunião de gabinete conjunta entre os governos da Alemanha Oriental e Ocidental, discutindo novamente as taxas de câmbio, desta vez entre a Alemanha Oriental e Ocidental. (Ainda havia pouca apreciação da velocidade com que a reunificação poderia e ocorreria mais tarde naquele mesmo ano). A Eleições legislativas na Alemanha Oriental ocorreu em 18 de março de 1990. Um dos resultados da nova abordagem foi que o Partido Socialista Unificado da Alemanha ("Sozialistische Einheitspartei Deutschlands" / SED), lutando para se reinventar para um futuro democrático como o Partido do Socialismo Democrático (PDS), recebeu apenas 66 das 400 cadeiras no parlamento nacional. Foi a primeira vez desde a fundação da República Democrática Alemã, em outubro de 1949, que o SED e seus representantes não tinham uma maioria confortável na Câmara. Christa Luft foi uma dos 66 membros do SED/PDS, eleita para o distrito eleitoral de Karl-Marx-Stadt (anteriormente e posteriormente intitulou-se Chemnitz). Ela serviu como presidente da comissão parlamentar de orçamento. No entanto, com seu partido excluído da coalizão governista sob o primeiro-ministro Lothar de Maizière, ela não ocupou mais o cargo ministerial. O Ministério da Economia agora foi para Gerhard Pohl, do União Democrata-Cristã (RDA).
Durante o seu tempo como política nacional, Christa Luft manteve as suas ligações com o HfÖ, responsável pela cadeira de ensino de "Economia do Leste Europeu" ("Osteuropawirtschaft") até 1 de outubro de 1991, período em que o Senado de Berlim, alguns dias antes da reunificação da Alemanha, fechou toda a instituição.

### Período pós-reunificação
Entre 1 de outubro de 1991 e 31 de outubro de 1994, Luft foi membro do governo e professora do ("Institut für Internationale Bildung Berlin e. V."), da qual foi cofundadora. O foco era educar uma geração de especialistas em economia de língua russa para a Rússia e os Estados sucessores pós-soviéticos vizinhos, especialmente da Bulgária e também da China. Durante esse período, ela aceitou vários convites para se apresentar como palestrante convidada sobre a experiência da Alemanha Oriental de transformação política e econômica. Na Europa, ela fez essas apresentações na Universidade de São Galo, Mülheim an der Ruhr e na Universidade Livre de Berlim. Mais longe, ela também compartilhou seus insights na China e no Vietnã.
Como parte do processo de unificação, 144 membros do Volkskammer da Alemanha Oriental, incluindo 24 membros do PDS, foram transferidos para o parlamento ampliado Bundestag de uma Alemanha reunificada. Christa Luft não era uma delas. No entanto, concorreu à eleição em 1994, quando o PDS teve uma modesta recuperação, aumentando o número de suas cadeiras de 17 para 30. A candidatura de Luft, que foi como membro "eleita diretamente" para o distrito eleitoral de Berlim-Friedrichshain-Lichtenberg, foi bem sucedida, com 44,4% dos primeiros votos de preferência: entre 1994 e 2002, ela atuou como membro do PDS do Bundestag. Entre 1998 e 2002, atuou como presidente do grupo PDS na Câmara e como porta-voz parlamentar do partido para assuntos econômicos e orçamentários.

### Últimos anos de carreira política
Christa Luft escreveu regularmente uma coluna sobre política e economia na Neues Deutschland entre 2002 e 2012, em um recurso que também incluiu contribuições regulares de Harry Nick, Robert Kurz e Rudolf Hickel. Ela continua engajada como comentarista e autora.

## Associações
Christa Luft é membro da sociedade científica Leibnitz Society desde 1993. Ela é membro da Associação Alemã de Estudos do Leste Europeu ("Deutsche Gesellschaft für Osteuropakunde") e da OWUS "(Offener Wirtschaftsverband von kleinen und mittelständischen Unternehmen, Freiberuflern und Selbständigen e V)".  Ela foi a primeira presidente da OWUS.
Entre 2002 e 2008, Christa Luft presidiu o Kuratorium (vagamente, "conselho de curadores") da Fundação Rosa Luxemburgo. Nos cinco anos seguintes, até 2013, foi eleita membro do comitê executivo da fundação.

## Suposta revelação de informações privilegiadas ao Serviço de Inteligência
Durante seu tempo como membro do parlamento da Alemanha Oriental ("Volkskammer") no final de 1989, Luft se ofereceu para se submeter a uma investigação para ver se ela apareceria nos arquivos sobreviventes do Ministério da Segurança do Estado (Stasi). Nada incriminatório foi identificado. A própria Luft negou ter tido qualquer contato com os serviços de segurança. Naquela ocasião, havia pouca avaliação do tamanho da operação da Stasi e nem da extensão em que – apesar das tentativas desesperadas durante os últimos dias do regime comunista para queimar as evidências – registros detalhados das atividades da Stasi nos quarenta anos anteriores haviam sobrevivido. Posteriormente, depois de aprofundar os arquivos da Stasi revelou que em 1963, quando ela tinha 25 anos, ela havia assinado um compromisso de fornecer informações não especificadas às autoridades, ela afirmou que não se lembrava do assunto ("Daran erinnere ich mich nicht"). Durante o início da década de 1990 , Alexander Schalck-Golodkowski revelou à Serviço Federal de Inteligência da Alemanha que Christa Luft tinha ligações com o HVA. O HVA era o departamento do Ministério da Segurança do Estado que lidava com inteligência "estrangeira". Na realidade, concentrou-se na Alemanha Ocidental. Alexander Schalck-Golodkowski era um político sênior e funcionário do comércio com conexões da Stasi na Alemanha Oriental. Ela forneceu uma grande quantidade de informações à inteligência ocidental após o colapso da estrutura de poder da Alemanha Oriental/ Ele disse que Luft havia sido tratada por um oficial da Stasi conhecido como Manfred Süß, mas isso acabou sendo incorreto.
Luft foi membro do Bundestag entre 1994 e 2002: a natureza e a extensão de quaisquer associações anteriores que ela pudesse ter tido com a Stasi eram naturalmente de interesse das autoridades parlamentares. Uma investigação da Comissão Parlamentar de Verificação Eleitoral, Imunidade e Procedimento resultou em um relatório detalhado que foi publicado em junho de 1998. Foi comprovado que, entre 1963 e 1971, Christa Luft havia sido registrada sob o nome de fachada "IM Gisela" em conexão com uma operação realizada pela Diretoria Principal de Reconhecimento da Stasi (seção "Hauptverwaltung Aufklärung" / HVA). Ela havia sido recrutada pouco antes de receber seu doutorado. Em 31 de outubro de 1963, ela havia assinado uma declaração manuscrita de "declaração de obrigação", do tipo frequentemente usado para informantes ("inoffizieller Mitarbeiter") recrutados pela Stasi. Mais tarde, em 1963, ela entregou vários (três) "relatórios contextualizados em apoio ao desmascaramento de um suposto espião ocidental. No entanto, este foi apenas um caso de 'caso fictício, usado para testar sua confiabilidade". Luft nunca negou a existência da exposição, embora suas lembranças dela, em um nível detalhado, eram diferenciados: matizado:
"Era 1963. Dois homens vieram ao meu alojamento estudantil e me mostraram seus crachás de identidade. Eu não fazia ideia do que eram os crachás. Eles me perguntaram: 'É certo que você está prestes a receber seu doutorado e adora o faculdade onde você estuda e talvez esteja interessado em ficar lá?' Respondi: 'Sim'. 'Foi o que pensamos. Bem, suspeitamos que há alguém de algum lugar ou outro no oeste que é um agente de inteligência que está se interessando muito pela faculdade. ele em algum momento e ver o que ele quer? Eu não tinha suspeitas e era muito apegada a minha faculdade. [Eu não tinha a sensação de ser pressionada ou chantageada.] ... então lá estava eu, onde me disseram, no Coffee/Milk Bar no centro de Berlim para o chá dança... E lá estava ele sentado numa mesa... para resumir a história, sim... O que ele estava fazendo ali? Quais eram seus interesses? Ele gosta de beber conhaque e Pipapo, esse tipo de coisa. ... Encontrei-o duas ou três vezes e depois disse que tinha outras coisas para fazer. Depois fui confrontado em 1995 com...".
A Comissão Parlamentar de investigação informou, além disso, que Luft havia se declarado, "desde 1965, preparada para atuar como 'endereço de cobertura' para receber correspondências em nome do Mfs. A partir dos papéis disponíveis [o inquérito não encontrou nenhum sinal de que] ela realmente havia encaminhado algo para eles". No entanto, eles pensaram que ela provavelmente havia contribuído, ao identificar pessoas que poderiam ser recrutadas para o "trabalho operacional" do MfS. O inquérito informou que "desde meados de 1966 até 1971, ponto de término formal das operações da Stasi em conexão com "IM Gisela", nenhum documento havia sido fornecido comprovando "atividade de IM" pela Luft.
Em 1995, os registros da Stasi foram arquivados e os cidadãos tinham o direito legal de acessá-los, seja para fins de pesquisa acadêmica ou simplesmente para entender quais informações pessoais os serviços de segurança da Alemanha Oriental mantinham sobre seus movimentos e contatos. Em junho de 1995, Christa Luft fez uma solicitação pessoal à Comissão Gauck (como a agência relevante era então conhecida) para tentar descobrir quais informações a Stasis tinha sobre ela. Em relação ao seu nome de capa "IM Gisela" não houve surpresas significativas. No entanto, ela ficou nervosa ao descobrir que em 1977 os serviços de segurança haviam lançado uma operação de vigilância ("Operative Personenkontrolle" / OPK) contra ela. O trabalho de Luft lhe dera muito mais acesso a estrangeiros do que a maioria dos cidadãos da Alemanha Oriental, e havia preocupações de que ela pudesse revelar segredos de Estado aos serviços de inteligência da Alemanha Ocidental. Ela ficou particularmente preocupada ao saber que, em 1977, os serviços de segurança haviam providenciado a obtenção de uma chave duplicada de seu apartamento. A chave permaneceu nas mãos da Stasi até a dissolução da organização em 1990. Depois disso, foi entregue à Stasi Records Agency com todos os outros papéis. Luft ficou indignada porque ninguém da agência de registros se deu ao trabalho de dizer a ela que eles estavam segurando uma cópia da chave da porta da frente.

## Honraria e prêmios
- 1981: Ordem Patriótica do Mérito em bronze[24]